# Attray
Attray és un municipi francès, situat al departament del Loiret i a la regió de Centre tenia 209 habitants.

## Demografia

### Població
El 2007 la població de fet d'Attray era de 209 persones. Hi havia 79 famílies, de les quals 21 eren unipersonals (17 homes vivint sols i 4 dones vivint soles), 21 parelles sense fills, 33 parelles amb fills i 4 famílies monoparentals amb fills.
La població ha evolucionat segons el següent gràfic:
Habitants censats

### Habitatges
El 2007 hi havia 96 habitatges, 81 eren l'habitatge principal de la família, 13 eren segones residències i 2 estaven desocupats. Tots els 96 habitatges eren cases. Dels 81 habitatges principals, 70 estaven ocupats pels seus propietaris, 10 estaven llogats i ocupats pels llogaters i 1 estava cedit a títol gratuït; 1 tenia una cambra, 3 en tenien dues, 12 en tenien tres, 24 en tenien quatre i 41 en tenien cinc o més. 58 habitatges disposaven pel capbaix d'una plaça de pàrquing. A 33 habitatges hi havia un automòbil i a 44 n'hi havia dos o més.

### Piràmide de població
La piràmide de població per edats i sexe el 2009 era:
| Homes | Edats   | Dones |
| ----- | ------- | ----- |
| 0     | 95 o +  | 0     |
| 0     | 90 a 94 | 0     |
| 0     | 85 a 89 | 0     |
| 4     | 80 a 84 | 0     |
| 0     | 75 a 79 | 4     |
| 4     | 70 a 74 | 4     |
| 4     | 65 a 69 | 4     |
| 16    | 60 a 64 | 4     |
| 0     | 55 a 59 | 4     |
| 8     | 50 a 54 | 8     |
| 8     | 45 a 49 | 4     |
| 4     | 40 a 44 | 16    |
| 4     | 35 a 39 | 8     |
| 4     | 30 a 34 | 4     |
| 8     | 25 a 29 | 0     |
| 4     | 20 a 24 | 4     |
| 4     | 15 a 19 | 12    |
| 8     | 10 a 14 | 12    |
| 12    | 5 a 9   | 4     |
| 4     | 0 a 4   | 4     |

## Economia
El 2007 la població en edat de treballar era de 137 persones, 110 eren actives i 27 eren inactives. De les 110 persones actives 101 estaven ocupades (58 homes i 43 dones) i 9 estaven aturades (6 homes i 3 dones). De les 27 persones inactives 5 estaven jubilades, 16 estaven estudiant i 6 estaven classificades com a «altres inactius».

### Ingressos
El 2009 a Attray hi havia 82 unitats fiscals que integraven 222 persones, la mediana anual d'ingressos fiscals per persona era de 20.998 €.

### Activitats econòmiques
Dels 8 establiments que hi havia el 2007, 1 era d'una empresa de fabricació d'altres productes industrials, 3 d'empreses de construcció, 1 d'una empresa de comerç i reparació d'automòbils, 2 d'empreses de serveis i 1 d'una empresa classificada com a «altres activitats de serveis».
Dels 3 establiments de servei als particulars que hi havia el 2009, 1 era un taller de reparació d'automòbils i de material agrícola i 2 paletes.
L'any 2000 a Attray hi havia 15 explotacions agrícoles.

## Poblacions més properes
El següent diagrama mostra les poblacions més properes.